# حارة بستان (صنعاء)
حارة بستان هي إحدى حارات حي السواد الشمالي بمديرية السبعين إحد مديريات العاصمة اليمنية صنعاء، بلغ تعداد سكانها 1975 نسمة حسب تعداد اليمن لعام 2004.